# Триглав (бог)
Вижте пояснителната страница за други значения на Триглав.
Триглав (на полски: Trzyglow) е бог, който според житието на Ото Бамбергски е почитан през 12 век от поморяните, най-вече в Шчечин, където имало негово светилище.